# S'istoria
S'istoria è la seconda raccolta del gruppo musicale sardo Tazenda, pubblicato il 14 ottobre 2016 dalla Sony Music.
Contenente i primi tre album (mai ristampati) e i principali successi del gruppo più un inedito dedicato alla memoria del defunto Andrea Parodi, il disco celebra i trent'anni di carriera dei Tazenda.

## Tracce
Testi e musiche di Gino Marielli, eccetto dove indicato.
CD 1
1. Sos ojos de sa jana – 3:12
2. A sa zente – 4:26 (Gino Marielli, Gianni Virdis)
3. A Deus piachende – 4:39 (Gino Marielli, Piero Salis)
4. S'urtima luche – 4:33 (Gino Marielli, Salis)
5. Carrasecare – 4:36 (Gino Marielli, Salis)
6. ...a passu lentu – 5:47 (Gino Marielli, Piero Marras)
7. Chelu nieddu – 4:35
8. Sentimentu – 4:37
9. No potho reposare – 4:17 (tradizionale)
10. Mamoiada – 7:12
11. Spunta la Luna dal monte (feat. Pierangelo Bertoli) (Marielli, Pierangelo Bertoli) – 3:56
12. Sa mama e su sole – 5:11
13. Niunu intende – 5:36
14. Desvelos – 1:44
15. In sas nues tuas – 4:38
16. Un alenu 'e sole – 4:35
17. Bon Nadale – 4:54

CD 2
1. Disamparados – 5:01
2. Naneddu (Lettera a Nanni Sulis) – 4:30 (Peppino Mereu)
3. Limba – 5:26
4. Pitzinnos in sa gherra – 4:21 (testo: Gino Marielli, Fabrizio De André)
5. S'ispera manna – 4:45
6. Non la giamedas Maria – 4:25
7. Vai (senza di noi) – 4:31 (Gino Marielli, Carlo Siliotto, Massimiliano Governi)
8. Suite: preghiera semplice – 5:56
9. Deus ti salvet et Maria – 1:22 (tradizionale)
10. Sa festa – 3:05
11. 'Etta abba, chelu (con Fabrizio De André) – 4:37
12. Astrolicanus – 5:03
13. Bettamus intro a nois – 3:42
14. Il popolo rock – 4:52
15. Sa dansa – 5:41 (Marielli, Andrea Parodi)
16. Rios de alenos – 5:11
17. Frore in su nie – 5:10

CD 3
1. Fortza paris – 4:25
2. Sutt' 'e su Sole – 4:04
3. S'istrada 'e sa Luna – 3:48
4. Bumba – 4:47
5. E sarà Natale – 4:11
6. Armentos (Live [Anfiteatro Romano di Cagliari]) – 5:19
7. Domo mia (Radio Edit) (con Eros Ramazzotti) – 3:52 (Marielli, Maurizio Bassi)
8. La ricerca di te – 3:18 (Marielli, Gigi Camedda, Beppe Dettori)
9. Desperada e laudada (Radio Edit) – 4:02
10. Madre Terra (con Francesco Renga) – 3:40 (Marielli, Kaballà)
11. Patria quieta – 4:26 (Marielli, Camedda)
12. Piove luce (con Gianluca Grignani) – 3:46
13. Ischidados – 2:49
14. Mielacrime – 3:47
15. Il respiro del silenzio (Live) – 3:53 (Marielli, Mogol)
16. Cuore e vento (Modà feat. Tazenda) – 4:03 (Kekko Silvestre)
17. Amore nou – 3:43
18. Sa oghe – 3:32

## Formazione
Tazenda
- Andrea Parodi – voce (eccetto tracce 2–5 e 7–18 CD 3)
- Beppe Dettori – voce (tracce 7–14)
- Nicola Nite – voce (tracce 15–18)
- Gino Marielli – chitarra, programmazione, cori
- Gigi Camedda – tastiera, programmazione, fisarmonica, sequencer, voce secondaria

Altri musicisti
- Maurizio Lotito – tamburello, cembalo (tracce 1–9 CD 1)
- Paolo Erre – programmazione (tracce 1–9 CD 1)
- Claudio Golinelli – basso (tracce 1–9 CD 1)
- Lele Melotti – batteria, percussioni (tracce 1–9 CD 1, tracce 3–13 CD 2, tracce 7–9 CD 3)
- Max Costa – programmazione (traccia 9 CD 1)
- Paolo Costa – basso (tracce 10–17 CD 1, tracce 1–2 CD 2)
- Danilo Porcheddu - batteria (traccia 18)
- Fabio Useli - basso (traccia 18)
- Elio Rivagli – batteria, percussioni (tracce 10–17 CD 1, tracce 1–13 CD 2)
- Giorgio Ghiglieri – programmazione (tracce 3–13 CD 2)
- Massimo Cossu – chitarra ritmica (tracce 14–15 CD 2)
- Fabrizio Guelpa – batteria, percussioni (tracce 14–15 CD 2)
- Roberto Valentini – basso (tracce 14–15 CD 2)
- Maria Carta – voce (traccia 15 CD 2)
- Corrado Rustici – chitarra (tracce 16–17 CD 2, traccia 1 CD 3)
- Steve Smith – batteria, percussioni (tracce 16–17 CD 2, traccia 1 CD 3)
- Massimo Cossu – chitarra, mandolino (tracce 4–6 CD 3 e 7–14 CD 3)
- Mauro Cau – batteria (tracce 4–5 CD 3)
- Simone Scanu – basso (tracce 4–5 CD 3)
- Marco Camedda – tastiera (tracce 4–5 e 7–9 CD 3)
- Fabio Manconi – fisarmonica (tracce 4–5 CD 3)
- Andrea Piu – tromba (tracce 4–5 CD 3)
- Giulia Camedda – cori (traccia 5 CD 3)
- Jacopo Camedda – cori (traccia 5 CD 3)
- Viola Marielli – cori (traccia 5 CD 3)
- Coro della Teca di Sassari – cori (traccia 5 CD 3)
- Alessandro Canu – batteria (traccia 6 CD 3)
- Luca Visigalli – basso (tracce 7–9 CD 3)
- Matteo Bassi – basso (tracce 10–11 CD 3)
- Emiliano Bassi – batteria (tracce 10–11 CD 3)
- Giovanni Pinna – basso (traccia 12 CD 3)
- Marcello Bossi – batteria (traccia 12 CD 3)
- Massimo Canu – basso (tracce 13–14 CD 3)
- Marco Garau – batteria (tracce 13–14 CD 3)